# Saint James United Church
Saint James United Church (franska: Église unie Saint-James) är en kyrka i Montréal i Kanada. Den byggdes mellan 1887 och 1889. Kyrkan används för konserter året om. 